# 12341 Calevoet
12341 Calevoet è un asteroide della fascia principale. Scoperto nel 1993, presenta un'orbita caratterizzata da un semiasse maggiore pari a 2,3750048 UA e da un'eccentricità di 0,2222670, inclinata di 3,17917° rispetto all'eclittica.